# 三角頭
三角頭（日语：レッドピラミッドシング）、或稱為金字塔頭，是由日本電子遊戲廠商科樂美所發行的沉默之丘系列遊戲第二作，《沉默之丘2》裡登場的敵方怪物角色，另在2006年由《沉默之丘》所改編的同名電影裡亦有採用之。
外觀造型上為身著汙穢衣物的人物、頭部戴著無法看清真實面目的三角錐狀金屬頭罩，並持拿著異常巨大的金屬刀為其特徵。

## 設定
此角色的設定是由伊藤暢達所擔任，一開始伊藤的構想是「創作一個不露臉的怪物」，但最初的草案都未獲得伊藤青睞，因外型感覺僅像是蒙面的人，之後伊藤則從畫出一個頭型像是金字塔模樣的怪物獲得靈感。
對於伊藤來說，三角型的外觀與銳角能有種帶給人痛苦的感覺。而三角頭的設計上慢慢修正成有著血染的外衣、不會交談但發出著痛苦的呻吟聲、且拿著巨刀或是長矛作為攻擊兇器。

## 登場作品

### 電子遊戲
在最初三角頭登場的《沉默之丘2》中，劇情講述著一位名叫詹姆斯·桑達蘭德 (James Sunderland)收到一封三年前死去的妻子所寄來的信封，該信封裡希望詹姆斯前往他們曾一同旅行；一個名叫「沉默之丘」的地方。為了查出信封背後真相，再次來到沉默之丘的詹姆斯開始陷入危機，而三角頭即為遊戲中會不時冒出、攻擊詹姆斯的敵方怪物，且擔任此遊戲中詹姆斯在最後關卡要面對的角色。
三角頭後續多次出現在《沉默之丘》系列作品裡，像在科樂美2007年推出的《沉默之丘》大型機台光線槍遊戲版本上；三角頭為其一關卡的頭目角色。而2009年的《沉默之丘：歸鄉》中三角頭雖有再次出現，但名稱改成「Bogeyman」，且僅在某些過場動畫段落串場，以及隱藏版本結局現身。 之後2011年的《沉默之丘：驟雨》裡藏有一個惡搞版的結局，該結局內容是遊戲主角墨菲·潘道頓 (Murphy Pendleton)發現眾多《沉默之丘》系列角色突然現身為他準備了慶生會、而三角頭擔任負責切開墨菲生日蛋糕的人選。在2012年內容偏向砍殺遊戲的《沉默之丘：回憶之書》裡，三角頭則是會現身攻擊玩家的敵方角色。
另外同由科樂美所推出、以Q版角色為造型的趣味競賽遊戲《新國際田徑運動會》中，三角頭成為可讓玩家透過特殊指令、來選擇操作使用。

### 電影版本

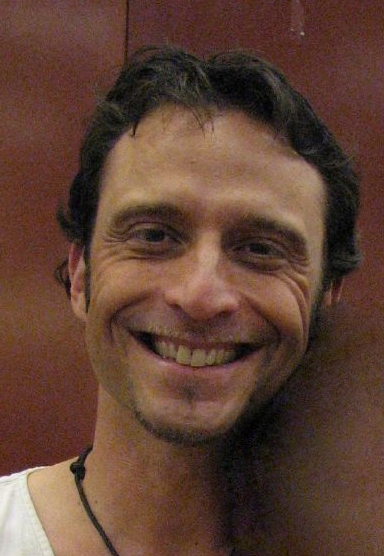
飾演電影版本三角頭的影星羅伯托·坎帕內利亞。

2006年由《沉默之丘》所改編的英語同名電影中，三角頭是以「紅色金字塔」（Red Pyramid）的名義登場。該電影劇情裡描述名為亞莉莎（Alessa）的小女孩因被眾人視為帶來不幸的女巫而被施以火刑，之後雖被趕來的警方解救但身負嚴重燒傷，隨後憤怒的亞莉莎便以奇異能力將當時對她施暴的村民、一同困在與現實空間隔絕的異空間「裏世界」（OtherWorld），而三角頭在電影版的角色立場便修改為由亞莉莎所創造、負責守護她以及向村民復仇的制裁者。
在電影版中三角頭由義大利動作影星羅伯托·坎帕內利亞擔任演出。該影片導演克里斯多夫·甘斯表示著在劇中它持拿的巨劍，實際上是在輕薄的假刀具塗上特別色相的彩繪、以表現出給人沈重的感覺。而羅伯托·坎帕內利亞在飾演這個角色過程中，每回需耗費二個半至三個鐘頭時間裝扮。 另外坎帕內利亞會穿上一對鞋底有著將近40公分高的特製鞋子，讓他在電影中像是一個身高超過兩公尺的高大怪物。 而曾在科幻電影《星際奇兵》負責化妝、特效的派崔克·塔托普羅斯負責此片三角頭的造型設計，派崔克並認為片中三角頭代表著劇情中城鎮裡的黑暗面、以及驟變的象徵。 而導演甘斯則認為電影裡三角頭之立場就像代表著對於人類行為的藐視，而劇中那些欺侮折磨亞蕾莎的人們才是真正的怪物。並表示著當他深入這部電影內容時，便覺得影片裡所採用怪物的出場方式、不能像一般直接撲向人類的野獸那樣。
2012年的電影續集《沉默之丘：啟示錄3D》中三角頭有再度登場，而該集裡三角頭有在電影末段解救主角一行人、呈現偏向守護者一方的表現，並同樣仍由坎帕內利亞飾演。

### 漫畫版
2004年由美國IDW Publishing出版的《沉默之丘》漫畫裡，三角頭有以友情客串形式登場，而漫畫作者之一湯姆·華勒斯（Tom Waltz）之後表示對於三角頭僅在漫畫中客串一事感到可惜，因對他而言三角頭有著代表原作電玩主角詹姆斯內心所呈現之映像的地位；以及雖然三角頭僅以客串方式登場不至於影響這部漫畫、但相信有讀者希望能讓它成為漫畫裡的要角。

### 其它引用
在美國橘郡2009年10月2日至31日期間所舉辦；以《沉默之丘》為主題設計的鬼屋樂園裡，三角頭有被採用在該遊樂設施中。

## 角色分析

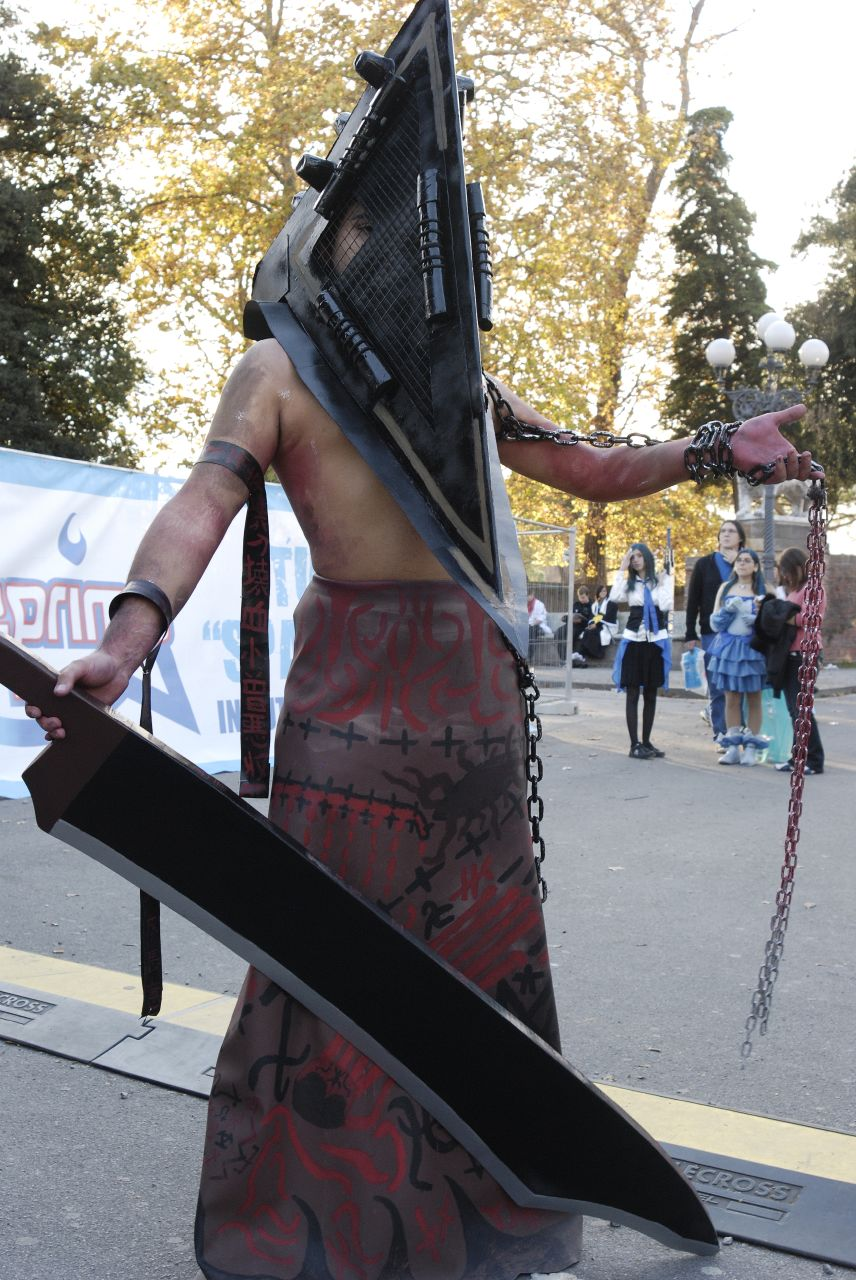
一名在2007年盧卡國際漫畫節上cosplay三角頭的角色扮演者。

《沉默之丘2》採用的世界觀設定，是將遊戲主角詹姆斯·桑達蘭德內心的潛在意識反映在他所見到的怪物上。而遊戲劇情中詹姆斯因長期照顧得了絕症的妻子，而過著苦悶、沒有正常性行為的壓抑生活。隨後詹姆斯殺了久病不治的妻子，三角頭便作為詹姆斯內心反應自己罪過的代表。
遊戲雜誌《The Escapist》認為，三角頭是詹姆斯因對於殺死妻子一事愧疚，所產生的自虐幻覺。 《Computerworld》雜誌則指出，三角頭代表著詹姆斯內心上的憤怒與愧疚。遊戲網站IGN表示三角頭是《沉默之丘》系列一個「讓罪惡感實體化」的代表，並用了最古怪、痛苦的方式來讓你為之前犯下的罪作懺悔。而三角頭在遊戲中對人體模特兒（Mannequin、遊戲中外型由女性下半體組成的怪物）作出強姦的動作，也被IGN上一些分析文章認為是詹姆斯在先前照顧妻子期間的性飢渴。

## 媒體評價
電子遊戲評論網站GamesRadar表示在《沉默之丘2》中；三角頭去強暴其它怪物的橋段雖令人突兀、但無損三角頭夠格列為遊戲界中最嚇人的角色，另最後三角頭在遊戲結尾死亡的方式未獲得GamesRadar一方的青睞，GamesRadar認為該段落反而未帶來劇情高潮。而GamesRadar亦將三角頭列在前100大遊戲反派角色清單中的第16名。
IGN網站在2009年回顧恐怖電子遊戲的專題上，指出三角頭具備了像《鐘樓驚魂》和《生化危機3 最終逃脫》裡所出現的「會對於遊戲主角窮追不捨」的驚悚元素，並將它視為遊戲史上最令人恐懼的角色之一。其它像GameDaily網站在2008年的前25大恐怖遊戲角色、PlayStation遊戲機論壇網站PSU.com的PS遊戲平台恐怖遊戲角色排行、2010年網站JoyStick Division的遊戲史前十大驚悚角色；皆把三角頭列在名單的首位。而三角頭亦出現在2012年夏季間PlayStation官方雜誌所列出Play Station平台作品中所出現的最巨大詭異角色、和嚇人怪物的兩份清單裡。其它非電子遊戲類型的時尚生活雜誌《男人幫》，也有將三角頭視為遊戲界前50大最酷外型角色之一的評比專欄。
三角頭在其它作品登場的表現上；如於《沉默之丘：歸鄉》的再度登場，有被遊戲網站Game Revolution批評認為只是為了滿足電玩迷的需求而登場。而三角頭在趣味競賽遊戲《新國際田徑運動會》中的出現，則讓遊戲雜誌《The Escapist》表示覺得有趣且爆笑。